# Tom Wills
Thomas Wentworth Wills, född 19 augusti 1835 i New South Wales i Australien, död 2 maj 1880 i Melbourne i Australien, var en australisk cricketspelare. Han uppfann också australisk fotboll.